# Documenta 2
La manifestation documenta 2 (aussi documenta II. Kunst nach 1945, Malerei – Skulptur – Druckgrafik) est la deuxième édition de l'exposition quinquennale d'art contemporain documenta.
Elle s'est déroulée du 11 juillet au 1er octobre 1959 à Cassel, en Allemagne. Le directeur artistique était Arnold Bode avec comme principal collaborateur l'historien de l'art Werner Haftmann.

## Histoire
L'énorme succès de la première documenta a encouragé Arnold Bode, l'initiateur de la documenta, à poursuivre son concept d'exposition et à reprendre le leadership de l'organisation. Dès le début, il n'avait pas prévu l'organisation d'une seule exposition, mais bien une série d'expositions tous les quatre ans.
L'exposition était cette fois-ci au centre de l'art de l'après-guerre. Sous la direction artistique et historique de Werner Haftmann, la deuxième documenta est axée sur l'art abstrait.
À la fin de l'exposition, 134 000 visiteurs ont été décomptés.

## Participants
| A                            |                    |                                      |                                 |                                    |  |
| René Acht                    | Henri-Georges Adam | Hans Aeschbacher                     | Afro (Afro Basaldella)          | Gerhard Altenbourg                 |  |
| Karel Appel                  | Mordecai Ardon     | Kenneth Armitage                     | Jean Arp                        |                                    |  |
| B                            |                    |                                      |                                 |                                    |  |
| Francis Bacon                | Vojin Bakić        | Eduard Bargheer                      | Heinz Battke                    | Eugen Batz                         |  |
| Willi Baumeister             | Jean Bazaine       | William Baziotes                     | André Beaudin                   | Gustav Kurt Beck                   |  |
| Max Beckmann                 | Hans Bellmer       | Anna-Eva Bergman                     | Hubert Berke                    | Gaston Bertrand                    |  |
| Max Bill                     | Renato Birolli     | Julius Bissier                       | Roger Bissière                  | André Bloc                         |  |
| Norman Bluhm                 | Umberto Boccioni   | Walter Bodmer                        | Anne Bonnet                     | Constantin Brâncuși                |  |
| Georges Braque               | Théo Braun         | Victor Brauner                       | James Brooks                    | Peter Brüning                      |  |
| Carl Buchheister             | Alberto Burri      | Jan Burssens                         | Reg Butler                      |                                    |  |
| C                            |                    |                                      |                                 |                                    |  |
| Alexander Calder             | Alexander Camaro   | Massimo Campigli                     | Giuseppe Capogrossi             | Carmelo Cappello                   |  |
| Bruno Cassinari              | Sergio de Castro   | César (César Baldaccini)             | Lynn Chadwick                   | Marc Chagall                       |  |
| Bernard Childs               | Eduardo Chillida   | Giorgio De Chirico                   | Emil Cimiotti                   | Antoni Clavé                       |  |
| Henry Cliffe                 | Otto Coester       | Pietro Consagra                      | Constant (Constant Nieuwenhuys) | Corneille (Corneille van Beverloo) |  |
| Antonio Corpora              | Pierre Courtin     | Harold B. Cousins                    | Modest Cuixart                  |                                    |  |
| D                            |                    |                                      |                                 |                                    |  |
| Karl Fred Dahmen             | Alan Davie         | Jean Degottex                        | Jacques Charles Delahaye        | Robert Delaunay                    |  |
| Paul Delvaux                 | André Derain       | Jean Deyrolle                        | Eugène Dodeigne                 | Piero Dorazio                      |  |
| Gianni Dova                  | Jean Dubuffet      | Bernard Dufour                       |                                 |                                    |  |
| E                            |                    |                                      |                                 |                                    |  |
| Théo Eblé                    | Max Ernst          | Maurice Estève                       | Merlyn Oliver Evans             |                                    |  |
| F                            |                    |                                      |                                 |                                    |  |
| Joseph Fassbender            | Jean Fautrier      | Pericle Fazzini                      | Franz Fedier                    | Luis Feito                         |  |
| Herbert Ferber               | Lucio Fontana      | Nino Franchina                       | Sam Francis                     | Helen Frankenthaler                |  |
| Othon Friesz                 |                    |                                      |                                 |                                    |  |
| G                            |                    |                                      |                                 |                                    |  |
| Naum Gabo                    | Winfried Gaul      | Rupprecht Geiger                     | Claude Georges                  | Jacques Germain                    |  |
| Alberto Giacometti           | Émile Gilioli      | Werner Gilles                        | Roger-Edgar Gillet              | Michael Goldberg                   |  |
| Bruno Goller                 | Julio González     | Arshile Gorky                        | Adolph Gottlieb                 | Karl Otto Götz                     |  |
| Otto Greis                   | HAP Grieshaber     | Juan Gris                            | Marcel Gromaire                 | Philip Guston                      |  |
| H                            |                    |                                      |                                 |                                    |  |
| Terry Haass                  | Roel D'Haese       | Étienne Hajdú                        | Otto Herbert Hajek              | Simon Hantaï                       |  |
| Fritz Harnest                | Grace Hartigan     | Hans Hartung                         | Karl Hartung                    | Rudolf Hausner                     |  |
| Stanley William Hayter       | Bernhard Heiliger  | Werner Heldt                         | Barbara Hepworth                | Auguste Herbin                     |  |
| Peter Herkenrath             | Ernst Hermanns     | Anton Heyboer                        | Roger Hilton                    | Gerhard Hoehme                     |  |
| Rudolf Hoflehner             | Hans Hofmann       |                                      |                                 |                                    |  |
| I                            |                    |                                      |                                 |                                    |  |
| Yūichi Inoue                 | Rolf Iseli         |                                      |                                 |                                    |  |
| J                            |                    |                                      |                                 |                                    |  |
| Robert Jacobsen              | Franz M. Jansen    | Guido Jendritzko                     | Asger Jorn                      |                                    |  |
| K                            |                    |                                      |                                 |                                    |  |
| Vassily Kandinsky            | Tadeusz Kantor     | Zoltán Kemény                        | Eugène-Nestor de Kermadec       | Ernst Ludwig Kirchner              |  |
| Heinrich Kirchner            | Paul Klee          | Franz Kline                          | Fritz Koenig                    | Max Kohler                         |  |
| Oskar Kokoschka              | Willem de Kooning  | Norbert Kricke                       | Rudolf Kügler                   |                                    |  |
| L                            |                    |                                      |                                 |                                    |  |
| Wifredo Lam                  | Octave Landuyt     | André Lanskoy                        | Peter Lanyon                    | Berto Lardera                      |  |
| Ibram Lassaw                 | Ger Lataster       | Henri Laurens                        | Jan Lebenstein                  | Le Corbusier                       |  |
| Fernand Léger                | Heinz Leinfellner  | Jean Le Moal                         | Osvaldo Licini                  | Walter Linck                       |  |
| Jacques Lipchitz             | Morice Lipsi       | Seymour Lipton                       | Lucebert (L. G. Swansweijk)     | Jean Lurçat                        |  |
| M                            |                    |                                      |                                 |                                    |  |
| Alberto Magnelli             | René Magritte      | Kasimir Malevitch                    | Alfred Manessier                | Giacomo Manzù                      |  |
| Franz Marc                   | Conrad Marca-Relli | Gerhard Marcks                       | Adam Marczyński                 | André Marfaing                     |  |
| Marino Marini                | Albert Marquet     | André Masson                         | Umberto Mastroianni             | Ewald Mataré                       |  |
| Georges Mathieu              | Henri Matisse      | Roberto Matta                        | Bernard Meadows                 | Brigitte Matschinsky-Denninghoff   |  |
| Georg Meistermann            | Marc Mendelson     | Ludwig Merwart                       | Hans Mettel                     | Henri Michaux                      |  |
| Leone Minassian              | Luciano Minguzzi   | Mirko (Mirko Basaldella)             | Joan Miró                       | Joan Mitchell                      |  |
| Piet Mondrian                | Henry Moore        | Giorgio Morandi                      | Mattia Moreni                   | Ennio Morlotti                     |  |
| Richard Mortensen            | Robert Motherwell  | Max Rudolf von Mühlenen              | Robert Müller                   | Willi Müller-Hufschmid             |  |
| Edo Murtić                   | Zoran Mušič        |                                      |                                 |                                    |  |
| N                            |                    |                                      |                                 |                                    |  |
| Ernst Wilhelm Nay            | Eva Renée Nele     | Endre Nemes                          | Rolf Nesch                      | Barnett Newman                     |  |
| Ben Nicholson                | Isamu Noguchi      | Sidney Nolan                         | Emil Nolde                      |                                    |  |
| O                            |                    |                                      |                                 |                                    |  |
| Richard Oelze                | Christian d’Orgeix | Fayga Ostrower                       |                                 |                                    |  |
| P                            |                    |                                      |                                 |                                    |  |
| Eduardo Paolozzi             | Victor Pasmore     | Alicia Penalba                       | Achille Perilli                 | Antoine Pevsner                    |  |
| Jean Piaubert                | Pablo Picasso      | Édouard Pignon                       | Arthur-Luiz Piza                | Hans Platschek                     |  |
| Serge Poliakoff              | Jackson Pollock    | Arnaldo Pomodoro                     | Giò Pomodoro                    | Piotr Potworowski                  |  |
| Richard Pousette-Dart        | Mario Prassinos    |                                      |                                 |                                    |  |
| R                            |                    |                                      |                                 |                                    |  |
| Robert Rauschenberg          | Paul Rebeyrolle    | Germaine Richier                     | Fritz Riedl                     | Jean-Paul Riopelle                 |  |
| Günter Ferdinand Ris         | Otto Ritschl       | Kurt Roesch                          | Gerburg Rohde                   | Hans Rompel                        |  |
| Theodore Roszak              | Mark Rothko        | Georges Rouault                      |                                 |                                    |  |
| S                            |                    |                                      |                                 |                                    |  |
| Rolf Sackenheim              | Giuseppe Santomaso | Antonio Saura                        | Emilio Scanavino                | Karl Schaper                       |  |
| Edwin Scharff                | Oskar Schlemmer    | Gérard Ernest Schneider              | Nicolas Schöffer                | Bernard Schultze                   |  |
| Emil Schumacher              | Kurt Schwitters    | Toti Scialoja                        | William Scott                   | André Dunoyer Segonzac             |  |
| Gustav Seitz                 | Jaroslav Serpan    | Michel Seuphor                       | Ben Shahn                       | Josef Šíma                         |  |
| Gustave Singier              | Mario Sironi       | David Smith                          | K.R.H. Sonderborg               | Pierre Soulages                    |  |
| Luigi Spazzapan              | Ferdinand Springer | Toni Stadler                         | Nicolas de Staël                | François Stahly                    |  |
| Theodoros Stamos             | Clyfford Still     | Gabrijel Stupica                     | Kumi Sugai                      | Graham Sutherland                  |  |
| Árpád Szenes                 |                    |                                      |                                 |                                    |  |
| T                            |                    |                                      |                                 |                                    |  |
| Shinkichi Tajiri             | Pierre Tal Coat    | Rufino Tamayo                        | Yves Tanguy                     | Dorothea Tanning                   |  |
| Antoni Tàpies                | Yūkei Teshima      | Fred Thieler                         | Mark Tobey                      | Bradley Walker Tomlin              |  |
| Hann Trier                   | Heinz Trökes       | Drago Tršar                          | Giulio Turcato                  | Ann Twardowicz                     |  |
| Jack Tworkov                 |                    |                                      |                                 |                                    |  |
| U                            |                    |                                      |                                 |                                    |  |
| Raoul Ubac                   | Hans Uhlmann       |                                      |                                 |                                    |  |
| V                            |                    |                                      |                                 |                                    |  |
| Louis Van Lint               | Victor Vasarely    | Emilio Vedova                        | Geer van Velde                  | Alberto Viani                      |  |
| Maria Helena Vieira da Silva | Jacques Villon     | Friedrich Vordemberge-Gildewart (en) |                                 |                                    |  |
| W                            |                    |                                      |                                 |                                    |  |
| Gerhard Wendland             | Hans Werdehausen   | Theodor Werner                       | Gerhard Wind                    | Fritz Winter                       |  |
| Karl Anton Wolf              | Wols               | Fritz Wotruba                        | Woty                            | Bryan Wynter                       |  |
| Y                            |                    |                                      |                                 |                                    |  |
| Yamazaki Taihō               |                    |                                      |                                 |                                    |  |
| Z                            |                    |                                      |                                 |                                    |  |
| Ossip Zadkine                | Mac Zimmermann     | Unica Zürn                           |                                 |                                    |  |